# 伊藤盛正
伊藤 盛正（いとう もりまさ）は、安土桃山時代から江戸時代前期にかけての武将、大名。

## 生涯
伊藤盛景の子として生まれる。慶長4年（1599年）、父・盛景が死去すると家督を継いで美濃国大垣城主となり、3万4千石を領した。
翌慶長5年（1600年）の関ヶ原の戦いでは、西軍に与し、居城の大垣城を本陣にしたいと石田三成より要請があり、一旦は拒絶をしたが、城を明け渡し、美濃国今村城に退去している。8月17日には市橋長勝と戦って敗れた。本戦では、松尾山城に陣していたが小早川秀秋によって追い出され、後に関ヶ原本戦にも参加した。戦後、改易され没落した。
その後、京都で浪人をしている時、徳川家康に見つかり殺されそうになったところを福島正則の懇願により助けられ、正則の領地・広島で15年程滞在した。合戦から20年後、元和6年（1620年）頃、加賀藩へ移り前田利常に仕えている。後に禄高2000石。「利」の文字を同藩前田家から授かり伊藤図書頭利吉と改名、同家に厚遇された。加賀藩を頼ったのは、父・盛景と前田利家が織田信長の家臣時代、同じ馬廻衆だったことの縁による。盛正の正室も利家の養女を迎え入れている。
元和9年（1623年）3月、死去。直系の子孫は石川県金沢市、小松市、加賀市在住。